# Peter Cullen
Peter Claver Cullen (sinh ngày 28 tháng 7 năm 1941) là một diễn viên lồng tiếng người Canada. Ông được biết đến nhiều nhất với vai trò lồng tiếng cho Optimus Prime trong loạt phim hoạt hình The Transformers: The Movie (1986), và hầu hết các hóa thân khác của nhân vật này. Ông cũng đã lồng tiếng cho nhiều nhân vật khác trên nhiều phương tiện truyền thông đại chúng, bao gồm Eeyore trong loạt phim Winnie the Pooh, Monterey Jack trong Chip 'n Dale Rescue Rangers, và giọng nói đầu tiên của KARR trong Knight Rider. Năm 2007, Cullen trở lại với vai Optimus Prime trên nhiều phương tiện truyền thông Transformers, bắt đầu với bộ phim Transformers người đóng đầu tiên.

## Hoạt động nghệ thuật

### Điện ảnh
| Năm     | Tên phim                        | Vai trò       |
| ------- | ------------------------------- | ------------- |
| 1986    | The Transformers: The Movie     | Optimus Prime |
| 2010-13 | Transformers: Prime             | Optimus Prime |
| 2023    | Transformers: Quái thú trỗi dậy | Optimus Prime |

### Trò chơi điện tử
| Năm  | Tên trò chơi                                                                     | Vai trò           |
| ---- | -------------------------------------------------------------------------------- | ----------------- |
| 2007 | Transformers: The Game Transformers Autobots                                     | Optimus Prime     |
| 2009 | Transformers: Revenge of the Fallen Transformers Revenge of the Fallen: Autobots | Optimus Prime     |
| 2010 | Transformers: War for Cybertron                                                  | Optimus Prime     |
| 2011 | Transformers: Dark of the Moon                                                   | Optimus Prime     |
| 2012 | Transformers: Fall of Cybertron Transformers: Prime – The Game                   | Optimus Prime     |
| 2014 | Transformers: Rise of the Dark Spark                                             | Optimus Prime     |
| 2015 | Transformers: Devastation                                                        | Optimus Prime     |
| 2016 | Transformers: Earth Wars                                                         | Optimus Prime     |
| 2019 | Crystal Crisis                                                                   | Người thuyết minh |